# Libkovice pod Řípem
Libkovice pod Řípem è un comune della Repubblica Ceca facente parte del distretto di Litoměřice, nella regione di Ústí nad Labem.